# 상피 조직
상피 조직(上皮組織, 영어: epithelium)은 결합조직, 근육조직, 신경조직과 더불어 동물의 네 가지 기본 조직에 속한다. 동물의 체표나 체강 및 관상 장기의 내부 표면을 덮는 조직, 그리고 내분비샘과 외분비샘 등 샘을 이루는 조직이 상피 조직에 해당한다. 털·손톱·발톱·치아 등의 구조 역시 상피 조직이 변한 것이다.
상피 조직은 다양한 기능을 수행한다. 물질을 내강으로 분비하는 샘상피나 물질을 내강으로부터 흡수하는 소장 상피의 경우처럼, 몸 안팎의 물질 교환은 상피 조직을 통해 이루어진다. 또한 호흡계통의 경우처럼 상피세포의 섬모에 의해 상피 표면을 따라 물질이 운송되기도 한다. 피부와 방광의 상피는 외부 자극으로부터 몸을 보호하는 기능을 하며, 코 점막이나 망막의 상피는 외부 자극을 받아들이고 전달하는 감각 수용체로 기능한다.

## 형태
상피 조직은 다음과 같은 형태적 특징을 갖는다.
- 세포들이 가까이 붙어 있으며, 다양한 세포연접을 통해 서로 결합되어 있다.
- 기저막 또는 바닥막(basement membrane)이 존재하여 상피와 주변 조직을 구분해 준다
- 각 세포는 극성(polarity)이 있어, 내강과 맞닿은 자유면(free surface) 혹은 꼭대기면(apical surface), 이웃 세포와 맞닿은 가쪽면(lateral surface), 그리고 기저막과 맞닿은 바닥면(basal surface)으로 세포의 표면을 구분할 수 있다.

세포끼리 밀집해 있고 서로 결합하려는 성질을 갖고 있다는 점은 상피 조직의 가장 큰 특징이다. 상피 조직을 각자 분리시킨 뒤 그냥 놓아두면 세포는 다시 원래대로 결합한다. 이와 같은 성질은 다른 조직 세포에서는 전혀 볼 수 없는 현상이다. 그렇기 때문에 다른 조직 세포가 마치 상피 조직처럼 서로 결합되어 있을 경우에는 이를 유(類)상피 또는 상피모양(epitheloid) 조직이라고 하며, 결합하는 성질을 어떤 이유로 2차적으로 획득한 경우에는 상피화했다 또는 상피 양변성을 일으켰다고 한다. 상피모양 조직은 많은 내분비샘에서 관찰할 수 있으며, 감염 등 특정한 경우에는 큰포식세포가 이와 같은 조직을 형성하기도 한다.
상피세포의 꼭대기면, 가쪽면, 바닥면은 형태적·기능적 특징이 서로 다르다. 어떤 조직에서는 각 표면에 특수한 구조가 발달하기도 한다. 각 표면의 형태적 특징을 다음과 같이 정리할 수 있다.

### 꼭대기면
꼭대기면은 상피와 내강이 맞닿은 면을 가리킨다. 일부 상피세포는 꼭대기면에 미세융모, 부동섬모, 섬모 등 돌출된 구조가 존재한다.

#### 미세융모

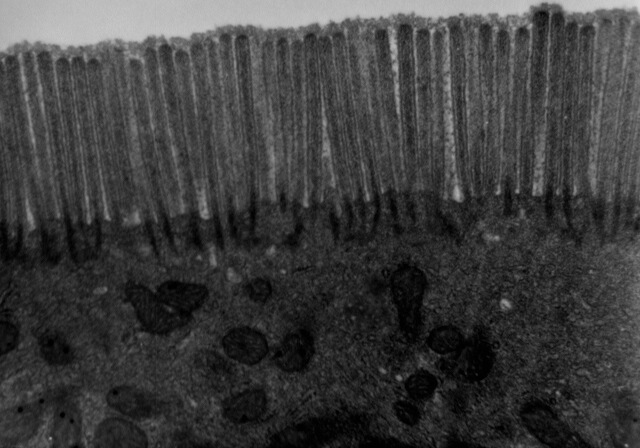
소장 상피의 미세융모

미세융모(microvilli)는 상피세포 꼭대기면으로부터 돌출된 1-2 µm 길이의 구조로, 중심부에 에스핀(espin), 핌브린(fimbrin) 등의 단백질을 통해 서로 연결된 액틴 미세섬유 다발이 위치한다. 주로 내강으로부터 물·전해질·영양소 등을 흡수하는 조직에 미세융모가 존재하는 경우가 많은데, 대표적으로 신장 세뇨관 및 소장의 상피가 여기에 해당한다. 특히 이들 조직의 미세융모는 서로 매우 가깝게 밀집해 있어, 꼭대기면의 표면적을 15-30배까지 넓힌다. 광학 현미경으로 관찰할 때, 밀집된 미세융모는 상피와 내강의 경계 부위에 뚜렷한 구분선을 형성한다. 이 구분선을 솔가장자리라고 부르며, 소장 상피에 나타나는 솔가장자리를 줄무늬가장자리라고 부르기도 한다.

#### 부동섬모
부동섬모(stereocilia, stereovilli)는 미세융모와 비슷하게 상피세포 꼭대기면으로부터 돌출된 구조이며, 핌브린 단백질을 통해 상호 연결된 액틴 미세섬유 다발이 중심부에 위치한다. 하지만 미세융모와 달리 부동섬모는 길이가 10-50 µm 정도로 훨씬 길고 운동성도 없다. 정관 근위부 및 부고환의 상피세포, 그리고 속귀의 털세포에서 부동섬모를 관찰할 수 있다. 남성 생식계통에서 부동섬모가 어떤 기능을 하는지 명확히 밝혀져 있지는 않지만, 부고환의 부동섬모는 상피 표면적을 넓혀 정자 발생 과정에서 물의 재흡수를 촉진하는 것으로 추정된다. 속귀 감각상피의 부동섬모는 세포까지 전달된 소리 진동에 의해 꺾일 수 있도록 되어 있는데, 이러한 기계적 변형에 의해 칼륨 이온이 유입되면 세포가 탈분극되고 청각 신호 전달이 개시된다.

#### 섬모

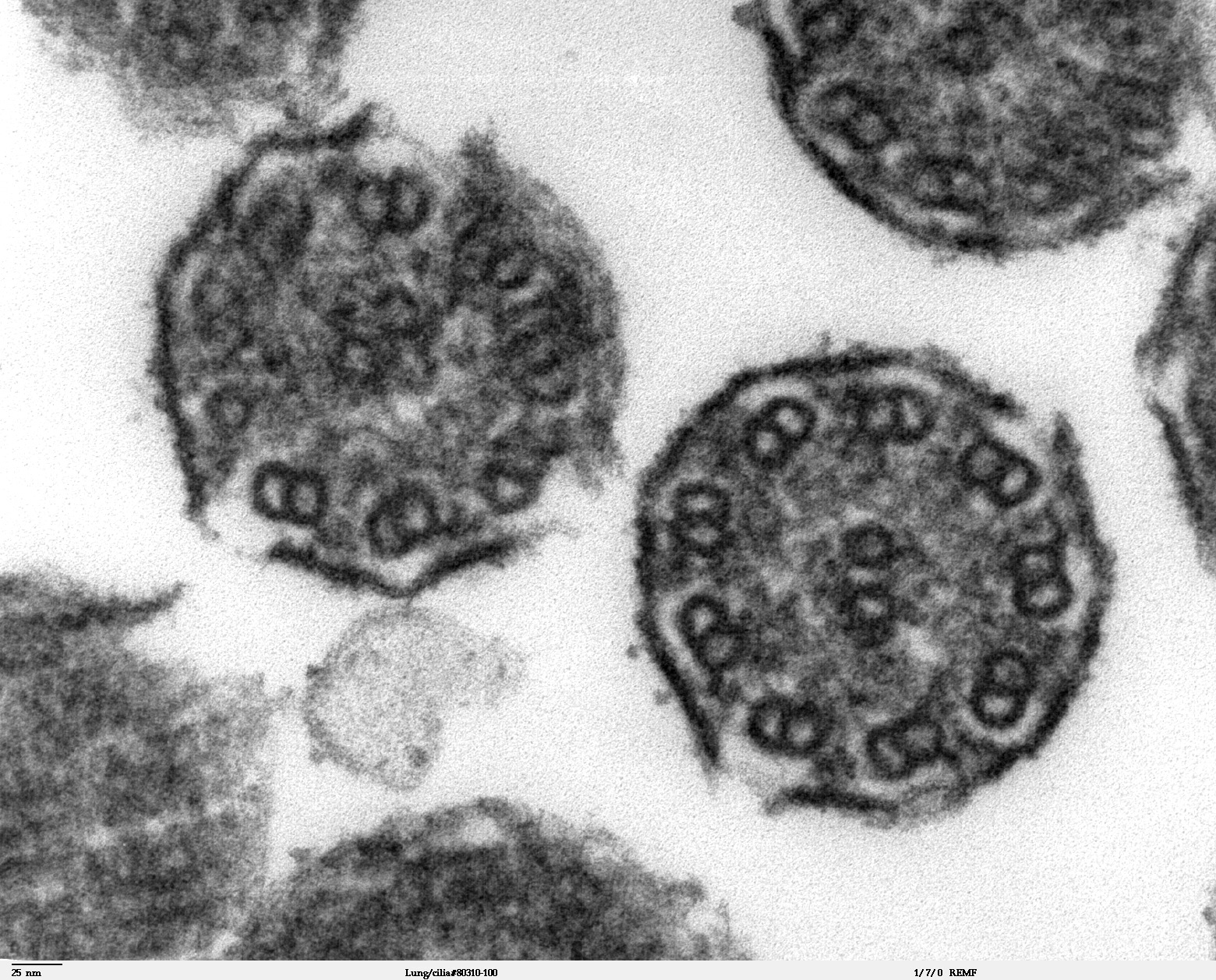
세기관지의 섬모 단면

섬모(cilia)는 2-20µm 길이의 돌출된 구조로, 중심부에 미세소관 다발이 위치한다. 기관 및 기관지나 나팔관의 상피세포는 운동성을 갖는 수백 개의 운동섬모(motile cilia)를 갖는다. 운동섬모의 중심부에는 미세소관이 9+2 구조로 배열되어 있으며, 디네인(dynein) 단백질을 통해 서로 연결되어 있다. 디네인 단백질의 ATP 가수분해 효소 활성은 섬모에 운동성을 제공한다. 기관지의 운동섬모는 점액이나 먼지 입자를 입인두 쪽으로 쓸어올리는 역할을 하며, 나팔관의 운동섬모는 난자와 액체를 자궁 쪽으로 운송하는 것을 돕는다.
일부 조직에서는 하나의 일차섬모(primary cilia)만을 갖는 세포를 관찰할 수 있는데, 이들 섬모는 미세소관이 9+0 구조로 배열되어 있으며, 디네인도 없으므로 일반적으로 운동성을 갖지 않는다. 일차섬모는 간·이자·콩팥 등 분비 기능을 갖는 기관에서 유체의 흐름을 감지하는 기능을 수행하는 것으로 여겨진다. 일차섬모 중 배아의 원시결절(primitive node)에서 나타나는 섬모(nodal cilia)는 예외적으로 회전운동이 가능하다. 이 섬모의 회전운동은 체내 장기의 좌우 비대칭성을 형성하는 데에 중요한 역할을 하는 것으로 알려져 있다.

### 가쪽면
가쪽면에는 다양한 세포연접이 있어서 세포를 서로 결합시켜 준다. 특히 꼭대기면에 가까운 위치에는 연접복합체 혹은 이음복합체(junctional complex)라고 불리는 구조가 존재해서 각종 물질 이동을 제한하는 장벽 역할을 한다. 이음복합체는 치밀이음, 부착띠(adherens junction, zonula adherens), 그리고 부착반점(desmosome, macula adherens) 등의 세포연접으로 구성된다. 치밀이음은 또한 상피세포막의 인지질과 단백질이 꼭대기면과 가쪽면을 넘나들지 못하도록 막음으로써 세포 극성을 유지하는 데에 기여하기도 한다. 부착띠와 부착반점은 캐드헤린 등의 단백질을 통해 상피세포를 서로 연결한다. 이 밖에도 세포 사이 물질 운송의 통로 역할을 하는 틈새이음 등의 세포연접이 가쪽면에 존재한다.

### 바닥면
바닥면은 바닥막 및 반부착반점(hemidesmosome) 등의 구조를 통해 세포외바탕질과 이어져 있다. 바닥막에서는 Ⅳ형 콜라겐, 라미닌(laminin), 그리고 다양한 당단백질 및 프로테오글리칸으로 이루어진 바닥판(basal lamina)을 관찰할 수 있다. 바닥판은 상피세포 바닥면과 세포외바탕질의 구조적 연결을 매개하고 상피와 주변 결합조직을 분리할 뿐만 아니라, 물질 이동 및 신호 전달에도 관여하는 것으로 알려져 있다. 바닥판 너머에는 그물섬유(reticular fiber) 즉 Ⅲ형 콜라겐으로 이루어진 그물판(reticular lamina)이 존재하는데, 이 구조는 상피로부터 만들어진 것이 아니라 주변 결합조직에서 기원한 것이다. 그물판은 바닥판과 함께 바닥막의 구성요소로 간주되기도 한다.

## 분류

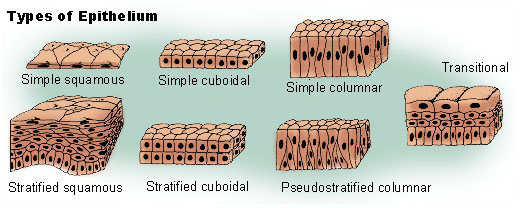
상피 조직의 종류

상피 조직은 상피세포가 이루는 층의 개수에 따라 다음과 같이 크게 두 가지로 분류된다.
- 단층(simple): 외겹으로 된 세포가 평면적으로 연결되어 있는 경우
- 중층(stratified): 세포가 두 겹 이상으로 배열되어 있는 경우

단층 상피는 상피세포의 형태에 따라, 중층 상피는 가장 꼭대기 쪽에 위치한 상피세포의 형태에 따라 다시 여러 가지로 분류된다. 이때 상피세포의 형태를 구분하는 기준은 다음과 같다.
- 편평(squamous): 세포의 너비가 높이보다 긴 경우
- 입방(cuboidal): 세포의 너비와 높이가 비슷한 경우
- 원주(columnar): 세포의 너비보다 높이가 긴 경우

상피 조직은 이들 기준을 조합하여 분류된다. 이 밖에 꼭대기면에 발달한 특수 구조의 유형과 같은 기준에 따라 상피 조직을 추가적으로 분류하기도 한다. 대표적인 상피 조직의 유형을 다음과 같이 나열할 수 있다.

### 단층편평상피

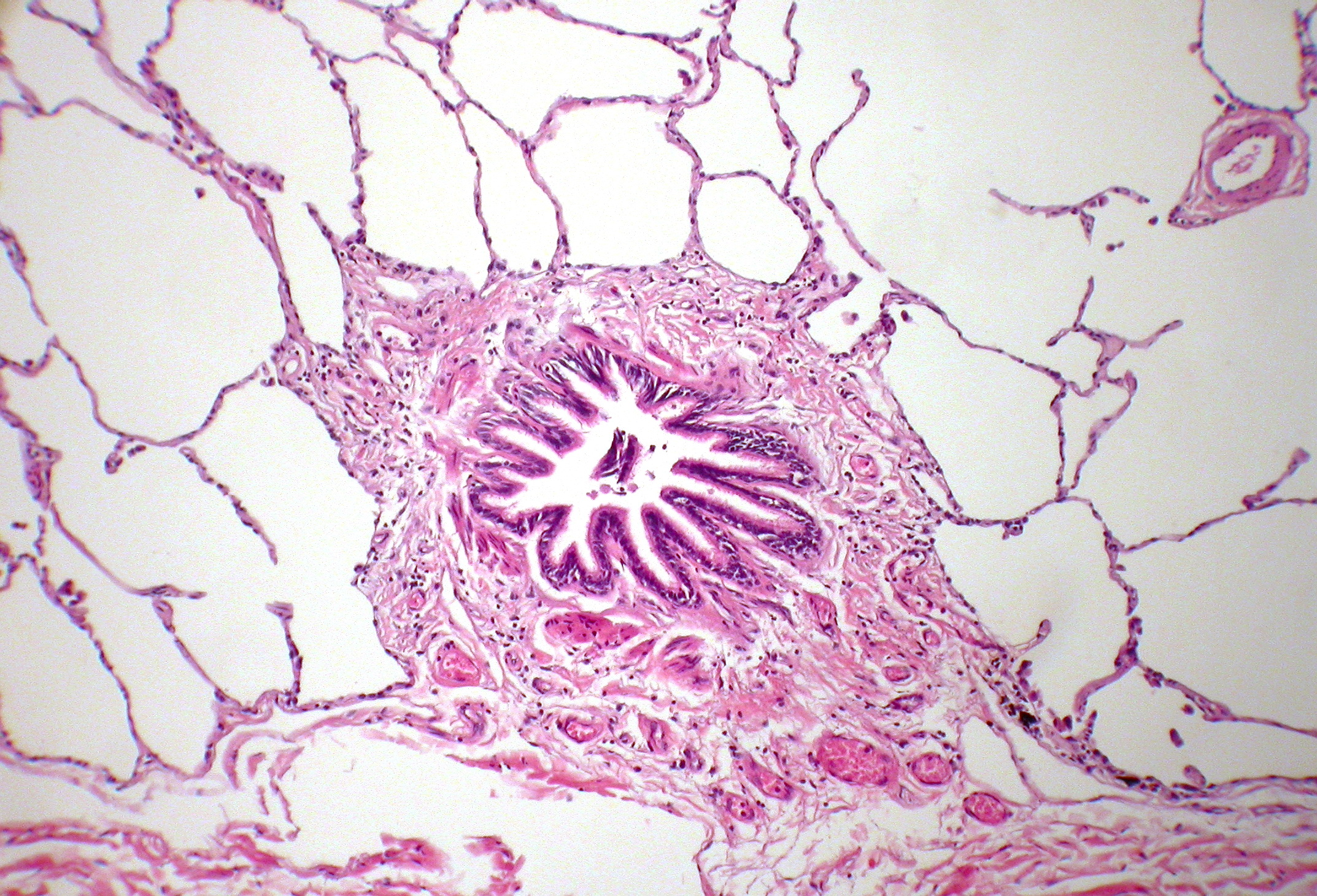
폐포의 단층편평상피

단층편평상피(simple squamous epithelium)는 편평한 상피세포로 이루어진 단층 상피를 가리킨다. 높이가 낮은 세포가 한 층으로 배열되어 엷은 막을 형성하고 있으므로, 확산을 통한 물질 교환에 유리하다. 폐포의 상피나 혈관·림프관의 내부 표면을 덮는 상피가 여기에 해당한다. 혈관·림프관에 존재하는 단층편평상피를 내피(endothelium)라고 부른다. 한편 체강을 덮는 심막·흉막·복막 등 장막의 상피 역시 단층편평상피에 해당하는데, 이들을 통틀어 중피(mesothelium)라고 부른다.

### 단층입방상피
단층입방상피(simple cuboidal epithelium)는 주사위와 같은 모양의 상피세포로 이루어진 단층 상피를 가리킨다. 흡수·분비·이온 능동수송 등 물질 수송을 위해 특수화된 경우가 많다. 신장 집합관, 갑상샘, 침샘 등에서 관찰된다.

### 단층원주상피

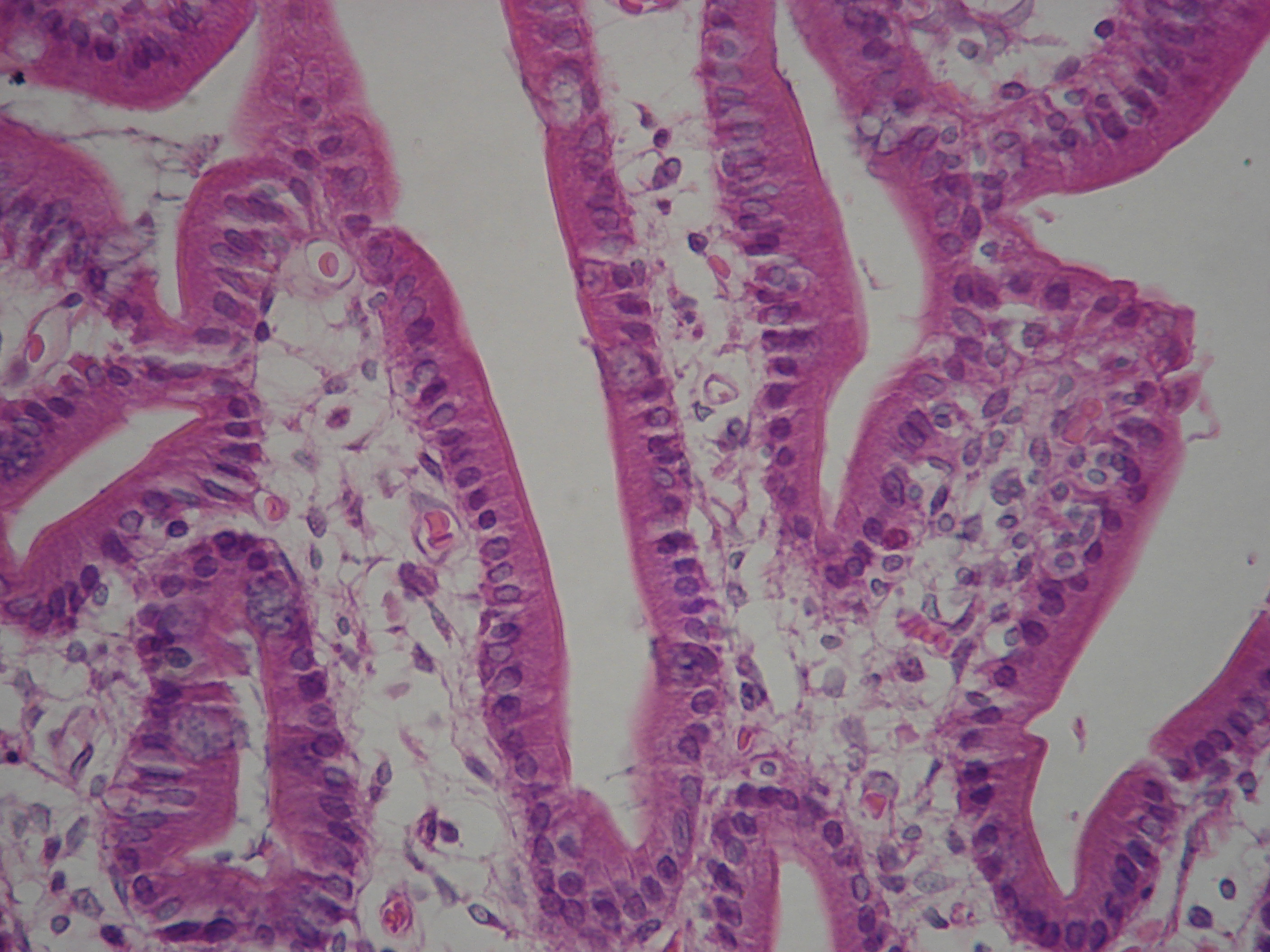
십이지장의 단층원주상피

단층원주상피(simple columnar epithelium)는 원주 모양 세포로 이루어진 단층 상피를 가리킨다. 이때 세포의 단면은 다각형이다. 분비나 능동적 흡수가 일어나는 곳에서 주로 관찰된다. 영양소의 흡수와 소화액의 분비가 주된 기능인 장의 상피에서 관찰된다.

### 중층편평상피

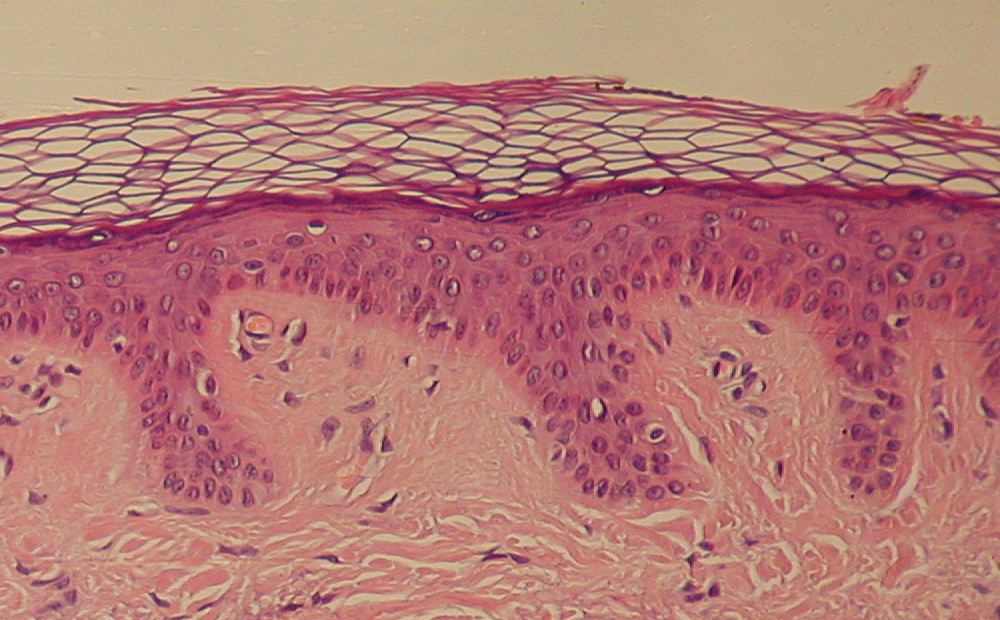
표피의 각질중층편평상피

중층편평상피(stratified squamous epithelium)는 가장 꼭대기 쪽에 위치한 세포들이 편평한 모양을 띤 중층 상피를 가리킨다. 바닥 쪽에는 활발하게 분열하는 바닥세포(basal cell)가 존재하여 상층부의 세포들을 지속적으로 대체한다. 꼭대기 쪽으로 갈수록 점점 더 분화되어 있고 납작하며 케라틴(keratin)이 풍부한 세포들이 존재한다. 가장 꼭대기 쪽에 위치한 세포에 핵이 존재하는지 여부에 따라 각질중층편평상피(keratinized stratified squamous epithelium)와 비각질(nonkeratinized stratified squamous epithelium)중층편평상피를 구분할 수 있다. 각질중층편평상피의 대표적인 예는 피부의 표피(epidermis)로, 가장 꼭대기 쪽 세포는 핵이 없으며 결국 마모에 의해 떨어져 나가게 된다. 비각질중층편평상피는 식도나 질에서 찾아볼 수 있다. 이들 상피에서는 가장 꼭대기 쪽 세포도 핵을 갖고 있다. 이처럼 중층편평상피는 직접 힘이 가해지는 곳에서 내부를 보호하며, 마모되기 쉬운 곳에 존재하여 빠르게 재생한다.

### 중층입방상피
중층입방상피(stratified cuboidal epithelium)는 가장 꼭대기 쪽에 입방형 세포들이 위치한 중층 상피를 가리키며, 매우 드물게 관찰된다. 땀샘의 분비관이나 난포의 상피 등이 여기에 해당한다.

### 중층원주상피
중층원주상피(stratified columnar epithelium)는 가장 꼭대기 쪽에 원주 모양 세포들이 위치한 중층 상피를 가리키며, 매우 드물게 관찰된다. 주로 외분비샘의 큰 분비관들이 여기에 해당한다.

### 거짓중층상피

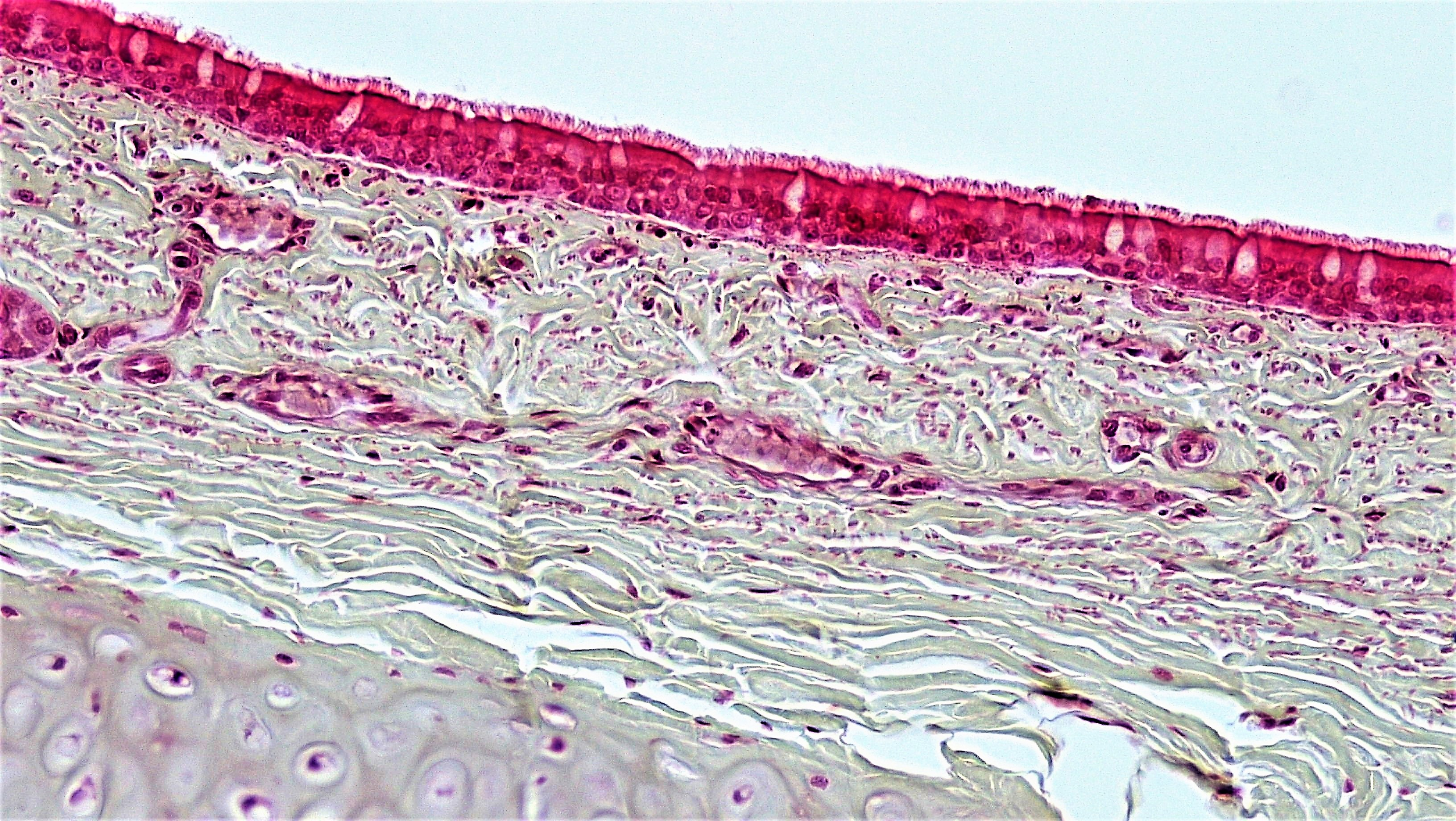
기관의 거짓중층섬모원주상피

거짓중층상피(pseudostratified epithelium)는 모든 세포가 바닥막에 닿아 있지만 일부 세포가 꼭대기면에 도달하지 못해, 언뜻 보기에 중층 상피처럼 보이는 단층 상피를 가리킨다. 정관 및 부고환의 거짓중층원주상피(pseudostratified columnar epithelium)가 여기에 해당한다. 이 상피에는 꼭대기면에 부동섬모를 갖는 원주 모양의 세포와 바닥세포가 존재하는데, 바닥세포는 내강에 닿지 않는다. 한편 기관 및 기관지의 상피도 세포들이 비슷하게 배열되어 있으나, 원주 모양의 세포 꼭대기면에 부동섬모가 아니라 섬모가 존재한다. 따라서 이 조직은 거짓중층섬모원주상피(pseudostratified ciliated columnar epithelium)로 분류된다.

### 이행상피

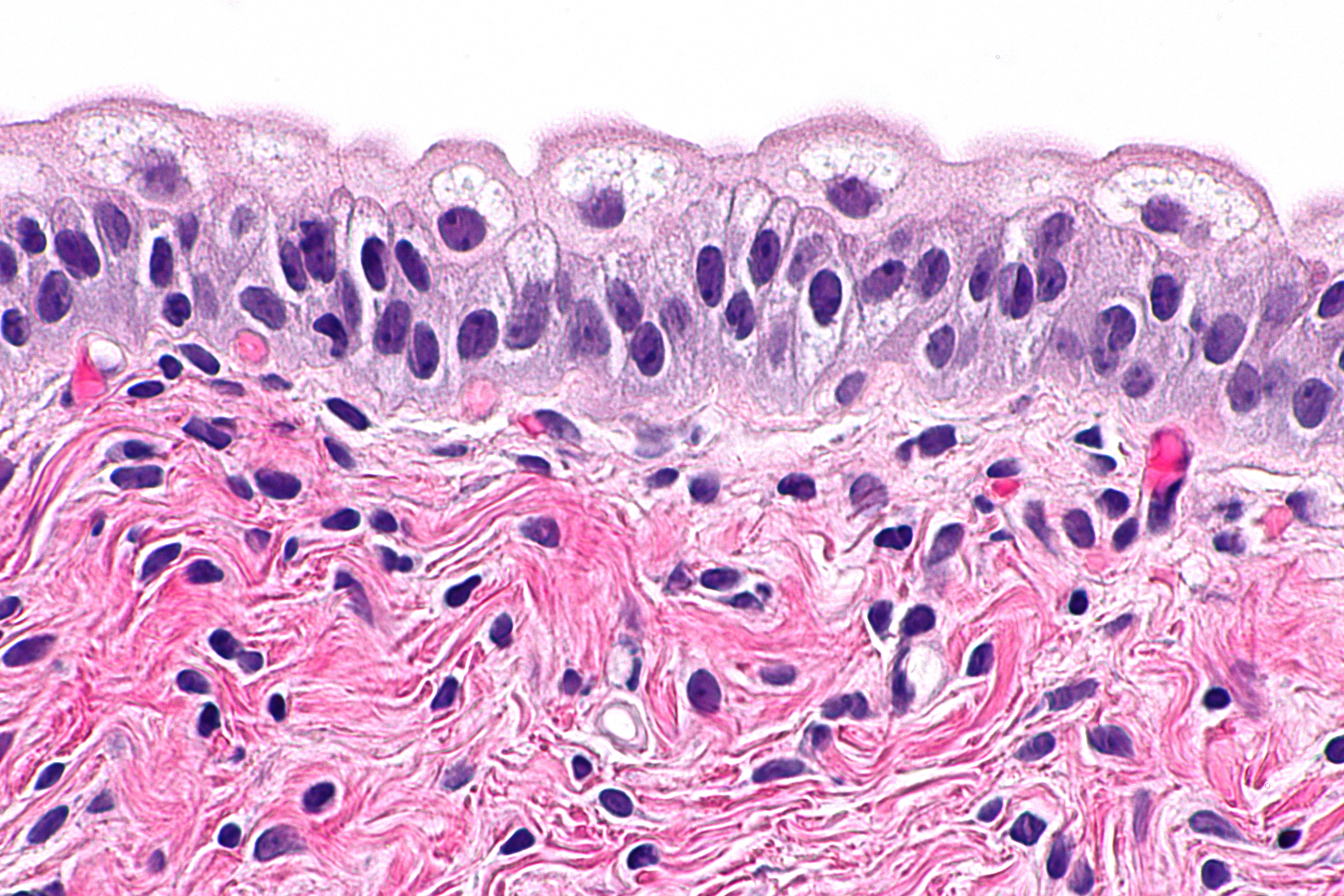
요로상피

이행상피(transitional epithelium) 또는 요로상피(urothelium)는 요관과 방광에서만 볼 수 있는 특수한 종류의 상피이다. 요로상피는 바닥층, 중간층, 그리고 가장 꼭대기쪽에 위치한 얕은층으로 구성되어 있으며, 돔형의 얕은요로상피세포(superficial urothelial cell) 혹은 우산세포(umbrella cell)가 얕은층을 이룬다. 요로상피의 높이 및 세포 배열은 방광이 수축하거나 이완함에 따라 현저하게 변하는데, 이행상피라는 이름은 이와 같은 특징을 반영한 것이다.

## 상피 조직의 변형물

### 외배엽부속기

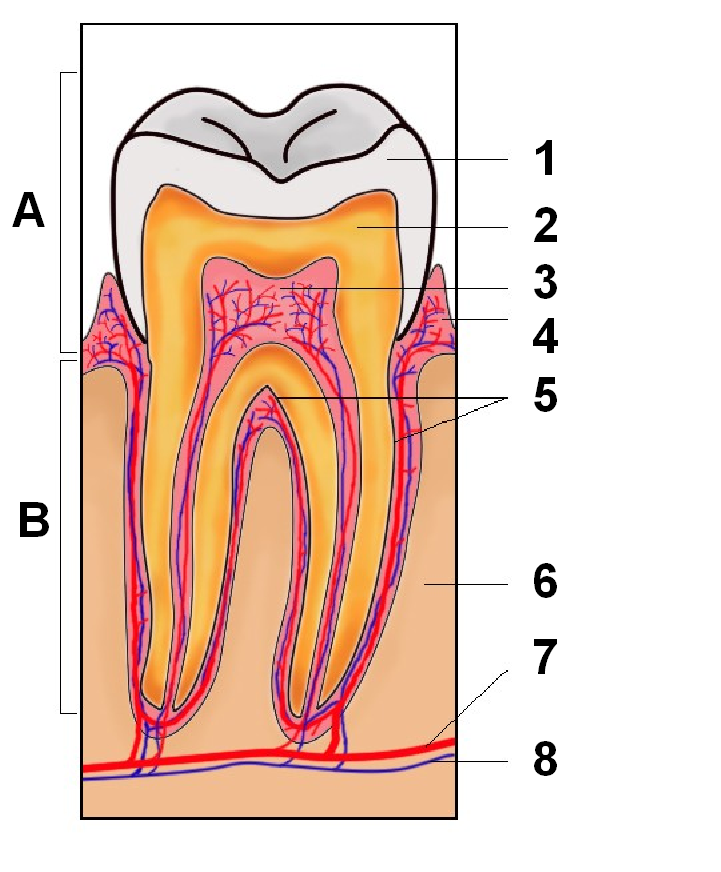
치아의 구조 A)치관 B)치근
1)법랑질 2)상아질 3)치수 4)치육 5)세멘트질 6)뼈 7)혈관 8)신경

치아는 치육(齒肉) 바깥에 보이는 흰색의 에나멜질이 상피 세포의 작용으로 만들어진 부분이다. 그러나 그 상피 세포는 치아가 남과 동시에 없어지기 때문에 에나멜질은 마모되면 재생하지 않는다.
털은 피부 표피가 움푹 들어가 그 각층이 변형되어 생긴 것이다. 인간 체표의 대부분의 피부에 존재하지만 손바닥, 발바닥, 입술, 유두 등에는 없다. 손·발톱은 피부 표피가 변형하여 각화된 것이다.

### 샘
샘은 특수한 물질을 생산·분비하는 기능을 갖게 된 상피세포로 이루어진 기관이다. 물질 배출 방법에 따라서 내분비샘과 외분비샘으로 구별된다. 내분비샘에서는 샘세포의 분비물이 인접 모세혈관으로 분비되어 혈관을 통해 목적지로 운송되는 반면, 외분비샘에서는 분비물이 도관을 통해 목적지로 직접 배출된다. 샘세포가 그 세포막을 파괴하지 않고 분비를 할 때는 누출 분비(eccrine), 세포막이 파괴되고 세포질의 일부가 분비물과 함께 배출될 때는 이출 분비(apocrine), 세포 전부가 배출되어 버릴 때는 전분비(holocrine)라고 한다.

## 발생
상피 조직은 세 가지 배엽 모두로부터 발생할 수 있다. 각 배엽으로부터 발생하는 상피의 예는 다음과 같다.
- 외배엽: 표면외배엽으로부터 피부의 표피와 각막의 상피가 만들어지며, 젖샘과 땀샘·피지샘 등 피부와 연관된 외분비샘들도 만들어진다.
- 중배엽: 중간중배엽으로부터 비뇨생식계통의 상피가 만들어진다. 한편 가쪽판중배엽으로부터 내피와 중피가 만들어진다.
- 내배엽: 내배엽으로부터 소화관과 기도, 그리고 방광 및 요막관의 상피가 만들어진다. 간·이자와 갑상샘·부갑상샘·편도 등 일부 구조의 상피 부분도 내배엽에서 기원한다.

## 역사
상피(epithelium)라는 말은 위 또는 겉을 뜻하는 '에피'(그리스어: ἐπί)와 유두를 뜻하는 '텔레'(그리스어: θηλή)가 합쳐진 것으로 '유두 겉 조직'이라는 뜻이다. 여기서 유두란 실제 젖꼭지가 아니라 젖꼭지 모양의 미세한 돌기를 뜻하는 조직학 용어이다. 처음 'epithelium'이라는 단어를 쓴 것은 18세기 네덜란드 해부학자 프레데릭 라위스였다. 그는 입술의 일부인 윗입술중심(prolabium) 표면의 큐티클 층에 대해 다음처럼 서술하였다.
 Nulla sabest huic integumento cutis, ergo epidermis dici nequit quamvis analogiam summam et connexionem cum illa habet (···) comperi prolabia constituta esse ex meris non cutaneis (cutis enim hic revera deest) sed papillis nervosis; itaque integumentum illud supradictum potius epithelida dixero vel integumentum papillare prolabiorum[.]

 
이곳을 덮는 피부는 없으며, 따라서 지극한 유사성과 연관성이 있을지언정 이것을 표피(epidermis)라고 부를 수는 없다. (···) 나는 윗입술중심이 그저 피부가 아니라 신경이 있는 유두로 이루어졌음을 알아냈다. (사실 여기에는 피부가 없다.) 그러므로 나는 오히려 앞서 말한 외피를 상피(epithelida) 혹은 윗입술중심 유두 덮개라고 부르겠다[.]
 — 《해부학 대사전(Thesaurus Anatomicus)》 제 3권 (1703)
일부 학자들은 특수한 종류의 상피를 따로 분류하고자 했다. 1865년 빌헬름 히스는 《몸의 막과 구멍(Die Häute und Höhlen des Körpers)》에서 중배엽 기원의 상피는 기관의 바깥 표면이 아니라 몸 안쪽에 난 공간을 덮는다는 점에서 기원·형태·기능이 크게 다르므로 거짓상피(false epithelium) 혹은 내피(endothelium, 그리스어: ἔνδον→안쪽, 그리스어: θηλή→유두)라고 구별하여 부르자고 제안했다. 두 종류 조직 사이에 큰 차이가 없을뿐더러 'endothelium'의 어원을 풀면 '유두 안쪽 조직'이라는 뜻인 셈이니 부적절하다고 반대한 학자들도 있었지만, 결국 이 명칭은 널리 받아들여져 20세기부터 혈관 및 림프관의 안쪽 표면을 가리키는 말로 쓰였다. 한편 1890년 찰스 세지윅 마이넛은 몸 바깥 표면을 덮는 조직을 외피(ectothelium)라고 부르고, 중배엽에서 유래하여 몸 안쪽 표면에 맞닿은 조직을 중피(mesothelium, 그리스어: μέσος→가운데, 그리스어: θηλή→유두)라고 부르자고 제안했다. 마이넛의 중피 개념은 콩팥을 이루는 두꺼운 상피 조직, 혹은 결합 조직으로 이루어진 윤활막 등도 포함하는 것이었다. 오늘날 중피라는 명칭은 체강의 안쪽 표면을 덮는 조직을 가리키는 말로만 쓰인다.

## 같이 보기
- 망막색소상피세포
- 피부암
- 사람 세포 유형 목록

## 참고문헌
- H., Ross, Michael (2011). 《Histology : a text and atlas : with correlated cell and molecular biology》 6판. Philadelphia: Wolters Kluwer/Lippincott Williams & Wilkins Health. ISBN 978-0-7817-7200-6.